# Aeromarine AS
El Aeromarine AS fue un hidroavión de caza y reconocimiento evaluado por la Armada de los Estados Unidos a principios de los años 20 del siglo XX.

## Desarrollo y diseño
Aparte del estabilizador vertical, estaba configurado como un biplano convencional de dos vanos sobre dos flotadores, con dos asientos. El único ejemplar del diseño original, designado AS-1 (matrícula A5612), tenía la deriva invertida. Tras las pruebas de evaluación, la Armada ordenó dos aviones, designados AS-2 (matrículas A5613/4). El AS-2 tenía cola cruciforme y radiadores mayores, y alerones tanto en el ala superior como en el inferior.

## Variantes
AS-1
Prototipo con cola invertida, uno construido.
AS-2
Versión de producción con cola cruciforme, 2 construidos.

## Operadores
Estados Unidos
- Armada de los Estados Unidos

## Especificaciones (AS-1)
Referencia datos: Angelucci, 1987. pp. 35-36.

### Características generales
- Tripulación: Dos
- Longitud: 9,40 m
- Envergadura: 11,5 m
- Altura: 3,4 m
- Superficie alar: 35,9 m²
- Peso vacío: 1042,4 kg
- Peso cargado: 1466,5 kg
- Planta motriz: 1× motor lineal V-8 Wright-Hispano E.
  - Potencia: 223,7 kW (300 hp)

### Rendimiento
- Velocidad nunca excedida (Vne): 188,3 km/h
- Velocidad de entrada en pérdida (Vs): 90,1 km/h
- Techo de vuelo: 4876,8 m (16 000 pies)
- Régimen de ascenso: 750 pies/min

### Armamento
- Ametralladoras:  2

## Aeronaves relacionadas

### Secuencias de designación
- Secuencia Alfanumérica (interna de Aeromarine): ← AM-2 - AM-3 - AMC - AS - BM-1 - CO-L - DH-4B →
- Secuencia S_A (Exploradores de la Armada estadounidense, 1922-1946 (Aeromarine, 1922)): AS